# Lincoln Cosmopolitan
La Cosmopolitan è un'autovettura full-size di lusso prodotta dalla Lincoln dal 1949 al 1954.

## La prima serie: 1949–1951

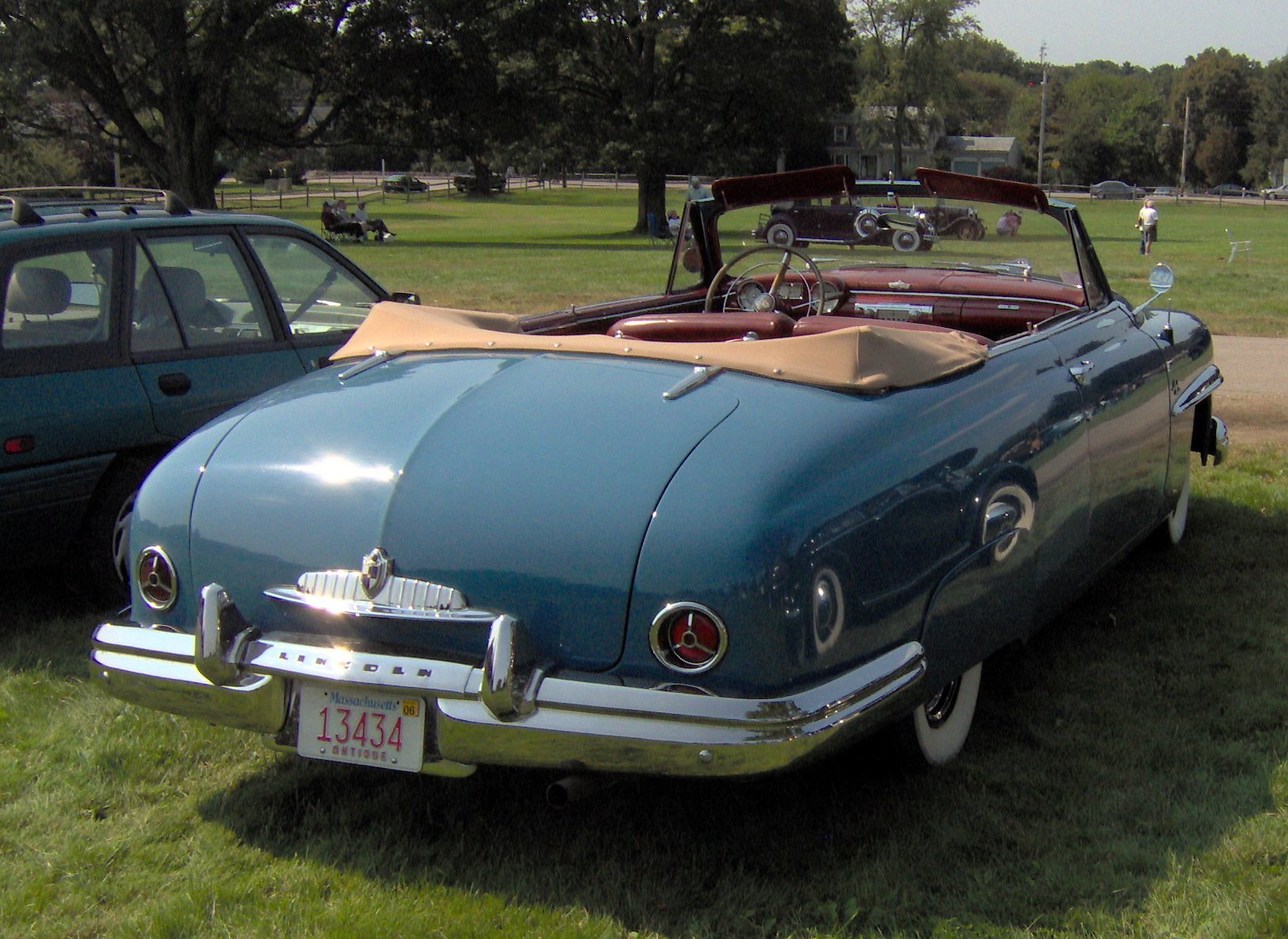
Il retro di una Lincoln Cosmopolitan cabriolet del 1949

La prima serie della Cosmopolitan venne introdotta nel 1949. Era dotata di un motore V8 da 5,5 L di cilindrata che era montato anteriormente. La trazione era invece posteriore. I tipi di cambio disponibili erano due, vale a dire una trasmissione manuale a tre rapporti ed un cambio automatico Hydra-Matic a quattro rapporti. Quest'ultimo era fornito dal gruppo General Motors.
Il cofano era provvisto di un aerodinamico bouchon de radiateur, mentre i fanali anteriori e posteriori erano incassati nel corpo vettura. Come la Continental degli anni sessanta, anche questa serie di Cosmopolitan era dotata di portiere posteriori incernierate posteriormente. Nel 1949 furono aggiornate le sospensioni anteriori, mentre nel 1951 diventarono di serie gli alzacristalli elettrici ed i sedili regolabili elettricamente. Questa prima serie di Cosmopolitan venne progettata da Eugene Turenne Gregorie.
La prima generazione di Cosmopolitan venne assemblata a Los Angeles, Deaborn e Saint Louis.
Curiositá
A bordo di una Lincoln Cosmopolitan del 1951 Elvis Presley e la sua band girarono il sud degli Stati Uniti durante il loro primo tour musicale, nel 1954. L'auto (la prima acquistata da Elvis coi propri soldi) percorse in tre mesi circa 32.000 km.

## La seconda serie: 1952–1954
Nel 1952 il modello fu oggetto di un restyling. In occasione di questa revisione, venne lanciata anche una nuova vettura che era collegata alla Cosmopolitan, la Lincoln Capri. Questa generazione di Cosmopolitan fu dotata di un nuovo motore V8 monoalbero da 5,2 L montato anteriormente. In questa nuova serie del modello, la parte dell'abitacolo destinata alle gambe dei passeggeri misurava 1.067 mm. Con il lancio della seconda serie, i corpi vettura vennero completamente rinnovati. Anche questa seconda generazione del modello era a trazione posteriore. Era disponibile un solo tipo di cambio, vale a dire una trasmissione automatica Hydra-Matic a quattro rapporti.
Questa seconda serie di Cosmopolitan, che fu progettata Bill Schmidt, venne assemblata a Los Angeles, Wayne, Deaborn e Saint Louis.